# Charles Pascarel
 (mai 2014).
Si vous disposez d'ouvrages ou d'articles de référence ou si vous connaissez des sites web de qualité traitant du thème abordé ici, merci de compléter l'article en donnant les références utiles à sa vérifiabilité et en les liant à la section « Notes et références ».
Pour les articles homonymes, voir Pascarel.
Charles Pascarel, né en 1936 en France, est un écrivain et peintre français.

## Biographie
Charles Pascarel vit et travaille à Paris. Il est né en 1936 à Pont-l'Abbé (Finistère). Son enfance s'est passée entre les familles d'accueil et les orphelinats, pendant et après la Seconde Guerre mondiale, à cause des sévices subis de la part de ses parents. Apprenti typographe aux Orphelins d'Auteuil, il commence à gagner sa vie dans les imprimeries à 18 ans. Il fréquente les marginaux du Quartier Latin et, après avoir découvert les livres de Henry Miller, ambitionne de devenir écrivain. Il se marie avec Rose-Marie Hervein, ont une fille prénommée Sylvie et divorcent. Il rencontre Monique Descamps en 1963, avec laquelle il vit une relation passionnée. Son premier roman, Massacre du printemps, est publié en 1966 par les éditions du Seuil, sur décision de Jean Cayrol, Claude Durand et Luc de Goustine. Il rencontre un grand succès critique et il est traduit en allemand sous le titre Frülingsmassaker en 1967 (et réédité en poche en 2017). Alors qu'il vit en Corrèze, il demande à mademoiselle Descamps, qui a accouché d'un garçon prénommé Nicolas, de le rejoindre pour se marier. Le 2 novembre, ils sont victimes d'un grave accident de la route près de Brive-la-Gaillarde. Ils restent plusieurs mois séparés, avant de se retrouver et de se marier à la mairie de Brive en 1967. Ils vivent depuis ensemble à Paris.
Après un second roman, La Grande Jouasse, il commence à peindre, encouragé par Henri Cueco et le critique et fondateur de la revue Opus, Gérald Gassiot-Talabot, qui le sélectionne pour les Mythologies quotidiennes de 1977 au Palais de Tokyo. Assez rapidement, il entre dans le groupe qu'on appellera plus tard la figuration narrative, expose et se fait connaître en pratiquant une peinture qu'il dit guidée par la discipline et la spiritualité du zen. Il rencontre le commissaire-priseur Hervé Poulain en 1970 et lie avec lui une forte amitié pendant 25 ans. Il publie un troisième roman, Maman, chez Calmann-Levy en 1980, et réalise l'affiche des 24 Heures du Mans. À l'approche du XXIe siècle, il arrête de peindre, publie un quatrième livre, Le Paradis des singes Martin et un recueil de poèmes à l'initiative de Marc Giai-Miniet, Mythologies SDF. Il découvre l'informatique et les possibilités créatives de Photoshop. Depuis, il n'a cessé de pratiquer l'art numérique et d'écrire mais s'est replié à l'écart du monde contemporain, cherchant dans l'art, la littérature et la contemplation l'accomplissement de son existence.
Il lui a fallu 5 ans pour écrire ce qui sera peut-être son dernier livre, Manuel de survie en terrain ennemi, qui paraît en septembre 2017 chez Jacques Flament éditions.    
La Bibliothèque nationale de France a numérisé ses quatre romans publiés au XXe siècle (site Relire)

## Œuvres

### Écriture
2 romans aux éditions du Seuil : Massacre du printemps en 1966 (que la critique qualifia de confession pleine de bruit, de tendresse et de fureur, peu commune par le souffle et le don poétique) et La Grande Jouasse en 1967 ; 1 chez Calmann-Lévy : Maman (1980) et 1 aux éditions Au Même Titre : Le Paradis des singes Martin (1999), ainsi qu'un recueil de poèmes : Mythologies SDF aux éditions Ça Presse. Enfin, en 2017, il publie Manuel de survie en terrain ennemi chez Jacques Flament éditions. Il est aussi l'auteur de 3 dramatiques : Caïn de nulle part (grand prix radio 1968), Monsieur Bill et La Peste blanche, diffusées sur France Culture. Il a également publié plusieurs articles, en particulier dans la revue Chronique des années de crise, dans le Questionnaire aux artistes d'Alain Jouffroy et dans Verso à propos du peintre Denis Rivière.
Caïn de nulle part a fait l'objet d'une adaptation pour le cinéma. Un film réalisé par Daniel Daert, sorti en salles en 1970, avec dans les rôles titres Bernadette Lafont, Gérard Blain, Germaine Montero et Harry Max.

### Peinture
De sa peinture, Gérald Gassiot-Talabot écrit dans Opus de janvier 1974 : 

« Ses œuvres sont comme un no man's land, comme une zone intermédiaire entre deux mondes. Il règne dans cet univers une sorte de vacuité, de disponibilité, d'indifférence. C'est cette indifférence sous-jacente et presque évidente du monde qui donne à cette peinture une sorte de désespoir dans la douceur, encore que cette douceur soit insidieuse, pleine de crissements, de crispations, de contradictions. À la limite nous arrivons chez ce peintre comme chez d'autres peu nombreux, à un rêve dans le rêve. Nous avons le sentiment que les personnages eux-mêmes distillent leur rêve.
Le chromatisme très particulier de Pascarel ajoute encore à cela. Il y a sûrement un écart entre la peinture pensée et vue par Pascarel et celle que nous percevons. Il y a dans cet écart encore un passage, encore un glissement, encore une chute. C'est pourtant à nos perceptions que nous devons nous reporter, et celles-ci nous plongent dans l'indicible. Pascarel n'est pas ce que l'on pourrait appeler un peintre littéraire mais sa peinture est habitée. Elle ne se réduit pas à la peau, à l'apparence, à un rapport de couleurs et de formes. Elle va très au-delà, très au fond ; elle porte un univers non interchangeable. »

Et Jean-Luc Chalumeau, dans Opus de l'hiver 1984 : 

« Pascarel, après avoir laissé de côté un temps sa technique très personnelle de report photographique pour goûter aux charmes de la touche, revient aujourd'hui à des images dont la froideur et le réalisme apparent ne doivent surtout pas être pris au premier degré.
Beaucoup de trouvailles savoureuses en résultent, qui semblent le fruit du hasard : elles ont en fait été longuement élaborées par un peintre qui respecte infiniment cet objet magique qu'on appelle un tableau. »

Charles Pascarel, dans le catalogue de l'exposition Mythologies quotidiennes 2 au musée d'art moderne de la Ville de Paris (avril/juin 1977), présente ainsi lui-même sa recherche : 

« Je crois que les formes appréhendées par le peintre sont les traductions imparfaites des formes inscrites dans l'inconscient collectif, des empreintes d'empreintes, dont sa mémoire essaie de retracer les contours usés par le temps. Il ne s'agit donc pas de décrire une automobile ou un miroir, un personnage mais de charger leur image d'une mythologie personnelle et universelle. La mienne propre, étant d'essence mystique, m'a conduit à épurer l'anecdote pour n'en conserver que la présence d'un ordre spirituel au sein de tout et de tous. C'est par ma volonté d'union avec la réalité que j'en conçois l'illusion, par mon amour de la vie que je ne crains pas la mort et par mon travail de peintre que j'offre ma vacuité au monde. Signaler la présence du mythe au sein du quotidien m'apparaît ainsi comme un moyen d'éveiller à la connaissance spirituelle. Disons que les éléments du mandala peuvent se trouver dans une cuisine ou un jardin public et que l'extase peut produire aussi bien le fou-rire que les larmes. »

Il note aussi, à propos de son travail actuel et des raisons qui l'ont convaincu de considérer le numérique comme un art à part entière qui lui permet d'exprimer, avec des moyens nouveaux, la poursuite de cette « figuration narrative » qu'il n'a jamais abandonnée : 

« La seule forme d'art nouvelle, à cette époque cul-de-sac où tout a tellement été dit et redit que les artistes ne peuvent que rabâcher ou inventer de pauvres gags et gadgets souvent inintéressants ou, au mieux, ludiques, provocateurs ou surprenants cinq minutes, la seule forme vraiment nouvelle, neuve et qui ouvre un champ considérable à des aventures insoupçonnées, c'est l'art numérique, le digital art et, malgré l'indifférence ou les résistances qu'il suscite, comme au XIXe siècle la photographie, il doit obtenir une place dans les arts plastiques, pour les régénérer et les dépasser grâce à l'invention des esprits créatifs, que les outils fournis par les ordinateurs aident à formuler dans un langage encore jamais utilisé. »